# Jauharabad
Jauharabad es una localidad de Pakistán, en la provincia de Punyab.

## Demografía
Según estimación 2010 contaba con 38.351 habitantes.